# لويس غونزاليس
لويس غونزاليس (بالإنجليزية: Luchi Gonzalez)‏ (14 يوليو 1980 هياليه الولايات المتحدة - ) هو لاعب كرة قدم أمريكي يلعب كمهاجم.

## روابط خارجية
- لويس غونزاليس على موقع الدوري الأمريكي (الإنجليزية)
- لويس غونزاليس على موقع قاعدة بيانات كرة القدم.إي يو (الإنجليزية)
- لويس غونزاليس على موقع عالم كرة القدم.نت (الإنجليزية)